# Brachymeria anselmi
Brachymeria anselmi is een vliesvleugelig insect uit de familie bronswespen (Chalcididae). De wetenschappelijke naam is voor het eerst geldig gepubliceerd in 1926 door Girault.